# Что новенького, Скуби-Ду?
«Что новенького, Скуби-Ду?» (англ. What’s New, Scooby-Doo?) — мультипликационный сериал от создателей «Скуби-Ду Шоу», что является его продолжением. Премьера мультсериала состоялась 14 сентября 2002 года. Последняя серия мультсериала была показана на ТВ 21 июля 2006. В июне 2004 года считалось, что у мультсериала будет четвёртый сезон, но Warner Bros. отказалась от него в пользу создания мультсериала «Шэгги и Скуби-Ду ключ найдут!».

## Сюжет
Мультсериал является продолжением мультсериала «Скуби-Ду Шоу», и довольно популярен и известен среди детской публики. Скуби-Ду и развесёлая компания неутомимых следопытов победоносно вошли в 21-й век с целым арсеналом новых фокусов и трюков по части преследования всякой нечисти и аномалий. История мультсериала начинается с того, как на соревнованиях с дистанции снимают команду сноубордистов, за расследование этого дела берутся Скуби-Ду и его верные друзья. Так и рождается первая серия мультсериала, впоследствии рождается ещё 38 серий.

## Главные герои

### Скуби-Ду
Говорящая собака, главный и самый боязливый герой мультсериала, что показывает даже его название. Сюжет также крутится вокруг этой собаки. Говорит редко, и в основном фразу «Скуби-дуби-дууу!!!». Является поисковой собакой, которая находится, в основном, в компании Шегги. Очень труслив. Боится каждого шороха, каждого упоминания о злоключении или о призраке. Очень любит корм под названием «Скуби-печенье»

### Фред Джонс
Один из главных героев мультсериала. Фред возглавляет группу по решению задач и загадок, и часто распоряжается тем, что надо делать. Нередко работает в команде с Дафной или Велмой.

### Велма Динкли
Одна из главных героинь. Очевидно, самая умная и находчивая участница дуэта, носит очки, часто их теряет. Очень часто выявляет и очевидно высказывает свои находки, что сильно продвигает ход расследования. Всегда находит улики.

### Норвилл «Шэгги» Роджерс
Один из главных героев, который часто выступает, как друг в дуэте со Скуби-Ду. Очень неуклюж, что делает его ещё более интересным и забавным, чем остальных героев. Также обожает «Скуби-печенье».

### Дафна Блейк
Одна из главных героинь, которая участвует в разгадывание тайн.
Работает в команде с Фредом и Велмой.
Дафна настоящая модница. Она носит фиолетовое платье зелёный платок как у Фреда.

## Эпизоды

### Обзор серий
| Сезон | Серии | Серии | Даты показа      | Даты показа     |
| Сезон | Серии | Серии | Первая серия     | Последняя серия |
| ----- | ----- | ----- | ---------------- | --------------- |
| 1     | 14    | 14    | 14 сентября 2002 | 22 марта 2003   |
| 2     | 14    | 14    | 13 сентября 2003 | 27 марта 2004   |
| 3     | 14    | 14    | 12 сентября 2005 | 21 июля 2006    |

### Первый сезон (2002—2003)
| № общий | № в сезоне | Название                                                                                   | Режиссёр                                 | Автор сценария                                           | Дата премьеры    |
| ------- | ---------- | ------------------------------------------------------------------------------------------ | ---------------------------------------- | -------------------------------------------------------- | ---------------- |
| 1       | 1          | «Нет чудовища, хуже чудовища снежного» «There’s No Creature Like Snow Creature»            | Джо Сичта                                | Джеймс Крейг                                             | 14 сентября 2002 |
| 2       | 2          | «Трёхмерное разрушение» «3-D Struction»                                                    | Тим Молтби                               | Эд Шарлах                                                | 21 сентября 2002 |
| 3       | 3          | «Космический шпион» «Space Ape at the Cape»                                                | Суинтон О. Скотт III                     | Джордж Доти IV                                           | 28 сентября 2002 |
| 4       | 4          | «Большой страх во время каникул» «Big Scare in the Big Easy»                               | Том Маззокко                             | Джордж Доти IV, Джеймс Крейг и Эд Шарлах                 | 5 октября 2002   |
| 5       | 5          | «Эта злобная зелёная Мистическая машина» «It’s Mean, It’s Green, It’s the Mystery Machine» | Джо Сичта                                | Марк Турош                                               | 26 октября 2002  |
| 6       | 6          | «Да здравствует Лас-Вегас!» «Riva Ras Regas»                                               | Расселл Калабресе и Суинтон О. Скотт III | Том Шеппард                                              | 2 ноября 2002    |
| 7       | 7          | «Привидение каруселей» «Roller Ghoster Ride»                                               | Скотт Джералдс и Тим Молтби              | Дуэйн Макдаффи                                           | 9 ноября 2002    |
| 8       | 8          | «Сафари полно неожиданностей» «Safari, So Goodi!»                                          | Том Маззокко                             | Эд Шарлах                                                | 23 ноября 2002   |
| 9       | 9          | «Морское чудовище поднимается из глубин» «She Sees Sea Monsters by the Sea Shore»          | Скотт Джералдс и Джо Сичта               | Джеймс Крейг                                             | 30 ноября 2002   |
| 10      | 10         | «Скуби-Ду! Рождество!» «A Scooby-Doo! Christmas»                                           | Скотт Джералдс                           | Джонатан Кольер, Джордж Доти IV, Джеймс Крейг, Эд Шарлах | 13 декабря 2002  |
| 11      | 11         | «Бунт игрушек» «Toy Scary Boo»                                                             | Расселл Калабресе и Скотт Джералдс       | Джордж Доти IV                                           | 1 февраля 2003   |
| 12      | 12         | «Свет! Мотор! Спасайтесь!» «Lights! Camera! Mayhem!»                                       | Скотт Джералдс и Тим Молтби              | Джеймс Крейг                                             | 15 февраля 2003  |
| 13      | 13         | «Помпеи и обстоятельства» «Pompeii and Circumstance»                                       | Скотт Джералдс и Том Маззокко            | Эд Шарлах                                                | 22 февраля 2003  |
| 14      | 14         | «Сверхъестественное» «The Unnatural»                                                       | Скотт Джералдс и Джо Сичта               | Джордж Доти IV                                           | 22 марта 2003    |

### Второй сезон (2003—2004)
| № общий | № в сезоне | Название                                                                  | Режиссёр               | Автор сценария              | Дата премьеры    |
| ------- | ---------- | ------------------------------------------------------------------------- | ---------------------- | --------------------------- | ---------------- |
| 15      | 1          | «Большой аппетит в маленьком Токио» «Big Appetite in Little Tokyo»        | Скотт Джералдс         | Джеймс Крейг                | 13 сентября 2003 |
| 16      | 2          | «Мумия возвращается» «Mummy Scares Best»                                  | Джо Сичта              | Эд Шарлах                   | 20 сентября 2003 |
| 17      | 3          | «Быстрый и червивый» «The Fast and the Wormious»                          | Том Маззокко           | Том Шеппард                 | 27 сентября 2003 |
| 18      | 4          | «Высокотехнологичный дом ужасов» «High-Tech House of Horrors»             | Расселл Калабресе      | Джордж Доти IV              | 4 октября 2003   |
| 19      | 5          | «Вампир наносит ответный удар» «The Vampire Strikes Back»                 | Том Маззокко           | Jordana Arkin               | 18 октября 2003  |
| 20      | 6          | «Хэллоуин Скуби-Ду» «A Scooby-Doo Halloween»                              | Суинтон О. Скотт III   | Нахнатчка Кхан              | 24 октября 2003  |
| 21      | 7          | «Возвращение домой» «Homeward Hound»                                      | Тим Молтби             | Джозеф Барбера и Том Минтон | 25 октября 2003  |
| 22      | 8          | «Сан Франпсихо» «San Franpsycho»                                          | Тэ Хо Хан и Тим Молтби | Билл Кентербери             | 20 марта 2004    |
| 23      | 9          | «Простой план и Безумец-невидимка» «Simple Plan and the Invisible Madman» | Суинтон О. Скотт III   | Джордж Доти IV              | 22 марта 2004    |
| 24      | 10         | «Рецепт апокалипсиса» «Recipe for Disaster»                               | Том Маззокко           | Билл Кульвериус             | 23 марта 2004    |
| 25      | 11         | «Большой дракон на свободе» «Large Dragon at Large»                       | Тим Молтби             | Том Шеппард                 | 24 марта 2004    |
| 26      | 12         | «Дядя Скуби и Антарктика» «Uncle Scooby and Antarctica»                   | Расселл Калабресе      | Джеймс Крейг                | 25 марта 2004    |
| 27      | 13         | «Новая Мексика, но старый монстр» «New Mexico, Old Monster»               | Тим Молтби             | Эд Шарлах                   | 26 марта 2004    |
| 28      | 14         | «Это всё – Греция, Скуби» «It’s All Greek to Scooby»                      | Расселл Калабресе      | Джордж Доти IV              | 27 марта 2004    |

### Третий сезон (2005—2006)
| № общий | № в сезоне | Название                                                                                               | Режиссёр  | Автор сценария  | Дата премьеры   |
| ------- | ---------- | --- | --------- | --------------- | --------------- |
| 29      | 1          | «Маяк и ужас» «Fright House of a Lighthouse»                                                           | Чак Шиц   | Джордж Доти IV  | 29 января 2005  |
| 30      | 2          | «Скуби на Диком Западе» «Go West, Young Scoob»                                                         | Чак Шиц   | Эд Шарлах       | 5 февраля 2005  |
| 31      | 3          | «День Святого Валентина со Скуби-Ду» «A Scooby-Doo Valentine»                                          | Чак Шиц   | Нахнатчка Кхан  | 11 февраля 2005 |
| 32      | 4          | «Борцы-маньяки» «Wrestle Maniacs»                                                                      | Чак Шиц   | Крис Браун      | 12 февраля 2005 |
| 33      | 5          | «Готовы пугаться?» «Ready to Scare»                                                                    | Чак Шиц   | Мэтт Уэйн       | 19 февраля 2005 |
| 34      | 6          | «Демон-фермер: Вооружён и опасен» «Farmed and Dangerous»                                               | Чак Шиц   | Джордана Аркин  | 26 февраля 2005 |
| 35      | 7          | «Бриллианты — лучшие друзья злодеев» «Diamonds Are a Ghoul’s Best Friend»                              | Чак Шиц   | Билл Кентербери | 5 марта 2005    |
| 36      | 8          | «Ужасный турнир со страшным металлическим клоуном» «A Terrifying Round with a Menacing Metallic Clown» | Чак Шиц   | Крис Браун      | 12 марта 2005   |
| 37      | 9          | «Лагерь „Приезжайеслинебоишься“» «Camp Comeoniwannascareya»                                            | Джо Сичта | Джордж Доти IV  | 19 марта 2005   |
| 38      | 10         | «Большой гонконгский ужас» «Block-Long Hong Kong Horror»                                               | Чак Шиц   | Эд Шарлах       | 26 марта 2005   |
| 39      | 11         | «Господа, выпускайте своих монстров!» «Gentlemen, Start Your Monsters!»                                | Чак Шиц   | Билл Кентербери | 2 апреля 2005   |
| 40      | 12         | «Золотая лапа» «Gold Paw»                                                                              | Чак Шиц   | Крис Браун      | 9 апреля 2005   |
| 41      | 13         | «Риф бед!» «Reef Grief!»                                                                               | Чак Шиц   | Эд Шарлах       | 16 апреля 2005  |
| 42      | 14         | «Электронный крик» «E-Scream»                                                                          | Чак Шиц   | Джордж Доти IV  | 21 июля 2006    |

## Релиз на DVD
Warner Home Video выпустила все серии на DVD в регионе 1. Серии первоначально были выпущены в десяти томах из четырёх или пяти эпизодах между 2003—2006, а также в Великобритании в 2004—2006 гг, а затем переиздан в США, в сезоне множеств в 2007—2008 гг. В Великобритании, объёмы были выпущены в два диска, установленного 30 мая 2011 года. Бокс-сет был выпущен 29 октября 2007 года в Великобритании, содержащий все десять томов в комплекте.
| Сезон | Сезон | Сезон     | Эпизоды | Релиз           |
| ----- | ----- | --------- | ------- | --------------- |
|       | 1     | 2002–2003 | 14      | 20 февраля 2007 |
|       | 2     | 2003–2004 | 14      | 5 июня 2007     |
|       | 3     | 2004–2006 | 14      | 8 января 2008   |